# Столнічень (Ботошань)
Столнічень, Столнічені (рум. Stolniceni) — село у повіті Ботошані в Румунії. Входить до складу комуни Реусень.
Село розташоване на відстані 359 км на північ від Бухареста, 47 км на південний схід від Ботошань, 52 км на північний захід від Ясс.

## Населення
За даними перепису населення 2002 року у селі проживали 307 осіб, усі — румуни. Усі жителі села рідною мовою назвали румунську.